# Samsung GF12000
Samsung GF12000 is een ontwerp van boorschepen van Samsung Heavy Industries. Het is ontworpen voor waterdieptes tot 12.000 voet (3650 m). Het Green Future-ontwerp is uitgerust met een dubbele boortoren en heeft een dynamisch positioneringssysteem.

## Samsung GF12000-serie
| Naam        | Werf          | Jaar              | IMO     |
| ----------- | ------------- | ----------------- | ------- |
| Ensco DS-8  | Samsung, 2059 | 9 juli 2015       | 9659531 |
| Ensco DS-9  | Samsung, 2062 | 20 april 2015     | 9666572 |
| Ensco DS-10 | Samsung, 2096 | 28 september 2017 | 9698666 |